# Fashion TV
Fashion TV è un canale televisivo satellitare internazionale specializzato nella moda.
Fondata in Francia nel 1997 dal presidente Michel Adam Lisowski, Fashion TV è diventata una delle reti satellitari maggiormente diffuse nel mondo: è trasmessa attraverso 31 satelliti e 2.000 operatori televisivi via cavo, con un totale di 300 milioni di abitazioni che la ricevono in 202 paesi distribuiti nei cinque continenti.
In Italia è presente su Sky al canale 489. Inoltre è ricevibile in chiaro con qualsiasi decoder satellitare digitale, in HD su Eutelsat 16A per l'Istria.
Il 24 settembre 2017 partono ufficialmente le trasmissioni in Ultra HD al canale 289 di Tivùsat e il 16 aprile 2021 FTV UHD termina le proprie trasmissioni su Tivùsat.
L'emittente televisiva ha ripreso le trasmissioni l'8 luglio 2021 in chiaro sul satellite Eutelsat Hot Bird 13C, risoluzione UHD compressione H.265.
Il 16 settembre 2021 il canale 4K viene nuovamente inserito alla LCN 289 di Tivùsat.